# 馬雲
馬 雲（ば うん、マー・ユン、簡体字中国語: 马 云、拼音: Mǎ Yún、英語: Jack Ma〈ジャック・マー〉、1964年9月10日 - ）は、中国の起業家。現在、東京大学客員教授。アリババグループやアントグループの創業者・元CEO・元董事長（会長）、ソフトバンクグループ元取締役。浙江省杭州市出身。世界有数の企業家であり、中国本土の起業家で初めて『フォーブス』に名前が掲載された。

## 来歴

### 学生時代
1964年生まれ。小さい頃から英語を学ぼうと、朝早くから自転車で近くのホテルに行って外国人と話した。9年間このような生活が続いた後、互いに文通をしあう外国人の友達と出会い、彼女からJackと呼ばれるようになる。中学・高校と進学校ではなく、また本人も優秀な成績ではなかった。全国普通高等学校招生入学考試（高考）を2度受験したが、数学の成績は1度目が1点、2度目が31点だったため、大学進学を諦め三輪自動車の運転手となった。劣等生・落第生だったことは対照的に優等生（高考状元）「成績第1位の首席合格者」だった百度創業者李彦宏と比較されることが多い。その後『人生』（著者：路遥）という本に出会い再度、大学進学を志す。1988年、杭州師範学院（現杭州師範大学）英語科卒業。同年より1995年まで杭州電子工業大学（現杭州電子科技大学）にて講師として英語と国際経済貿易を教えた。

### ビジネスの世界へ
1995年、アメリカで出会ったインターネットにヒントを得て、中国初のビジネス情報発信サイト「中国イエローページ」を開設する。
1998年から1999年にかけて政府機関の中国対外経済貿易合作部（中華人民共和国商務部の前身）の下部組織である中国国際電子商務中心に所属し、同部公式サイトおよび同国インターネット商品取引市場を開発する。1999年に同商務中心を辞職し、杭州に研究開発センターを設立。9月に香港を本部とするアリババネットを創業する。同社はeコマース、特にB2Bを開拓し、その後、アリババは世界最大のB2Bサイトの一つとなった。2003年、オンラインモール淘宝網を開設。2005年8月にアリババが中国ヤフーを買収し、馬は会長に就任。2006年には香港の大富豪である李嘉誠が設立した長江商学院CEOプログラムを受講する。
2007年にソフトバンク（現・ソフトバンクグループ）取締役に就任。ソフトバンクの孫正義とは親交が深く、アリババはソフトバンクにとって最も成功した投資案件とされ、互いにソフトバンクとアリババの取締役を兼任した。2016年にはビル・ゲイツらとともにブレイクスルー・エネルギー・コアリションの設立に加わった。この時期、馬は一部の政府高官と親しく、また馬の成功は中国が世界に誇るべきものであったことから、規制当局もある程度は馬の自由な発言を容認していたとされる。2016年から2018年にかけて、インドのムケシュ・アンバニに超されるまではアジアで1番の富豪であった。

### 中国政府との軋轢
2017年にはアメリカ・ニューヨークにあるトランプタワーを訪れ、ソフトバンクの孫正義に続いて海外のIT企業経営者としては2人目のドナルド・トランプ次期アメリカ合衆国大統領の会談相手となり、その場で馬は5年間でアメリカ国民100万人の雇用を創出すると約束した。馬はトランプの側近ジャレッド・クシュナーと親しかったことから実現し、孫の会談の際も仲介を行ったとされる。しかし、大統領選挙期間中に中国に対して雇用喪失の責任を負わせる発言を繰り返していたトランプと事前承認なしに面会したことで中国政府との軋轢が生じたとされる。
2018年9月10日、アリババ会長の職を翌2019年に退き、張勇（ダニエル・チャン）CEOを後継に据えると表明。その予告どおりに55歳の誕生日である2019年9月10日にアリババグループの会長職を退任し、2020年9月30日にはアリババグループの取締役も退任した。このほか2020年6月25日にはソフトバンクグループの取締役も退任した。
トランプとの独自会談で政府の不興を買った後も、馬は自ら非公式外交と位置づけて、2018年から2020年にかけて国際連合のアントニオ・グテーレス事務総長、ヨルダンのラーニア王妃、マレーシアのマハティール・ビン・モハマド首相などと会談を実施。杭州市の本部にあるアリババ博物館にて海外からの訪問客をもてなした。2018年には中国共産党に入党していることが人民日報で報じられた。
しかし2020年10月24日、上海で開かれた金融機関の幹部や金融監督当局や政府の要人が出席した会合で馬はスピーチを行い、中国政府批判を繰り広げる。政府による国内の金融規制が技術革新の足かせとなっており、経済成長のためには改革が必要だと指摘したほか、中国の銀行は質屋程度の感覚で営業しているとまで発言。事前にスピーチの内容を把握した関係者は穏当な内容に変更するよう進言したが馬は聞き入れず、批判を浴びせられた政府当局高官は面子を潰され、アリババグループの規制へと突き進んだ。その結果、11月5日に上海と香港で予定されていたアリババグループ傘下のアントグループの新規上場が2日前の11月3日に突如延期された。新規株式公開(IPO)が実施されていれば370億ドル（約3兆8300億円）を調達できるはずであった。政府による締め付けはその後も様々な民間セクターに及んだ。

### 近況
その後、馬は表舞台から姿を消す。アントグループの上場中止から数週間以内に習近平中国共産党総書記に対する面会を申し出たものの実現せず、2021年には習近平に対し、残りの人生を農村部の教育に捧げる旨を書簡で直接伝えたが、これを習近平が了承したかどうかは不明となっている。2021年10月、馬が環境問題に関する農業・技術視察のためにスペインのマヨルカ島を訪問したほか、11月初旬には白い防護ガウン姿で植木鉢を持つ馬の写真が香港英字紙サウスチャイナ・モーニング・ポストによって報じられている。アリババ共同創業者の蔡崇信は、2021年6月現在も馬と連絡を毎日とっていることを明かしている。2022年より生活拠点を東京に移した。
2022年5月3日には馬が国家分裂や政権転覆を扇動した容疑で当局より捜査されているとの報道が駆け巡り香港市場でのアリババ株価が一時9.4％下落したが、程なくして別人であったことが判明している。
2022年11月29日には約半年にわたって家族とともに東京に滞在し、地方の温泉やスキー場を訪れたり、東京都心の丸の内や銀座の会員制クラブを中心に活動していると報道される。
2023年1月7日、アントグループは株式保有調整を実施し、馬が所有する過半数の議決権の大部分を手放すことで合意したことを明らかにした。
2022年末より中国政府当局が馬に対し帰国を要請。2023年3月下旬に約1年ぶりに中国に帰国し、3月27日には生まれ故郷である浙江省杭州市に設立した杭州雲谷学校を訪れた。李強国務院総理が馬の仕事仲間などを通じて帰国を働きかけたとされる。
2023年5月1日には東京大学が大学の研究組織『東京カレッジ』の客員教授として招聘したことを発表した。
2023年11月にはアリババ社内フォーラムへのスタッフ投稿に返答する形で、競合他社に遅れを取りつつあるもの取り戻すことは可能として全社員に奮起を促した。久々に沈黙を破る形となったが、この発言が中国当局の了解を得たものなのかは定かではない。このほか、11月22日に杭州市にて食品関連のスタートアップ企業『杭州馬家厨房食品』を設立した。

## 人物・その他
- その風貌から「宇宙人」（中国語で「外星人」）と呼ばれており、この愛称を自ら持ち出すジョークを飛ばすこともある[33]。
- ライバルの馬化騰（テンセントCEO）と李彦宏や孫正義ら海外の大物経営者も名を連ねている清華大学経済管理学院顧問委員会の委員の一人である[34]。
- 座右の銘は「永遠不放棄」（中国語で「絶対に諦めない」の意味）である[9]。
- マオカラースーツを愛用している[35]。
- 「瞬間的な情熱は無意味である。持続できる情熱だけがビジネスになる」という名言を残す。
- 「偽物は本物より優れている」[36]「天安門事件での鄧小平の決定はパーフェクトではないにせよ当時においては最も正確な決定だった」[37]「計画経済ができなかったからソ連は崩壊し、ビッグデータとAIがある今なら可能だ」[38][39][40]などといった物議を醸す発言でも知られる。
- 「太極禅国際文化発展有限公司」を馬と共同設立[41][42]したジェット・リーが監督した映画「功守道」で太極拳の師匠役として映画『マトリックス』などの武術指導で有名なユエン・ウーピン、著名なアクション俳優のドニー・イェンとサモ・ハン・キンポーら著名人とともに出演して俳優デビューした[43]。監督のリーは「太極拳を世界に広める映画をつくりたい」と語った馬の希望に答えた映画だとしてる[44]。
- ジャック・マー財団を設立。2019年には、チベット自治区ラサ市で立ち上げた「ラサ師範高等専科学校 ジャック・マー教育基金」プロジェクトに合計1億元を投じ、同自治区で優れた教育人材を育成することを発表した[45]。
- 日本のスポ根ドラマ『燃えろアタック』に精神面で強い影響を受けている。2003年には主演の荒木由美子を中国に招待して対面を果たした[46]。

## 関係書籍
- 張燕 著・永井麻生子 訳『ジャック・マー アリババの経営哲学』、ディスカヴァー・トゥエンティワン、2014年12月26日、ISBN 978-4-7993-1612-2[47]